# Pljačka
Pljačka je nekontrolirano otuđivanje dobara i imovine ili uništavanje tijekom katastrofalnih događaja, građanskih nemira, ili ratove u stanju anarhije, gdje državne institucije nisu u stanju ili ne žele intervenirati, ili imaju nalog da se ne miješaju. Pljačkaši često masivno uporabljuju silu.
Pljačka može biti oduzimanje roba ili dobara silom kao dio vojne ili političke pobjede, pobune, ili nereda. Izraz se također koristi u širem ili metaforičkim smislu, za opis nečuvenih slučajeva krađe i pronevjera, kao što su "pljačkanja" privatnih ili javnih dobara koje izvode korumpirane osobe ili pohlepne vlasti ili konfiskacija nakon revolucije. 